# 紫藤りゅう
紫藤 りゅう（しどう りゅう、5月5日 - ）は、元宝塚歌劇団宙組・星組の男役スター。
東京都文京区、大妻高等学校出身。身長174cm。愛称は「るりこ」、「しどりゅー」。

## 来歴
2008年、宝塚音楽学校入学。
2010年、宝塚歌劇団に96期生として入団。入団時の成績は16番。月組公演「THE SCARLET PIMPERNEL」で初舞台。その後、星組に配属。
2011年の阪急阪神初詣ポスターモデルに起用される。
2016年の「こうもり」で新人公演初主演。新人公演最終学年となる入団7年目での抜擢となった。
2018年の「New Wave!-星-」で、瀬央ゆりあとバウホール公演ダブル主演。
2019年12月23日付で宙組へ組替え。
柔らかな笑顔が光るノーブルな男役として人気を博したが、2023年6月11日、真風涼帆・潤花トップコンビ退団公演となる「カジノ・ロワイヤル」東京公演千秋楽をもって、宝塚歌劇団を退団。
退団後はIT業界へと進み、株式会社グラッドキューブに勤務している。

## 宝塚歌劇団時代の主な舞台

### 初舞台
- 2010年4 - 5月、月組『THE SCARLET PIMPERNEL（スカーレット ピンパーネル）』（宝塚大劇場のみ）[9]

### 星組時代
- 2010年8月、『摩天楼狂詩曲（ニューヨークラプソディー）〜君に歌う愛〜』（バウホール）
- 2010年10 - 12月、『宝塚花の踊り絵巻』『愛と青春の旅だち』
- 2011年1 - 2月、『メイちゃんの執事』（バウホール・日本青年館）
- 2011年4 - 5月、『ノバ・ボサ・ノバ』 - 新人公演：ドアボーイ（本役：麻央侑希）『めぐり会いは再び』（宝塚大劇場）[10]
- 2011年6 - 7月、『ノバ・ボサ・ノバ』『めぐり会いは再び』（東京宝塚劇場）
- 2011年8 - 9月、『ランスロット』（バウホール） - ベディベア
- 2011年11 - 2012年2月、『オーシャンズ11』 - 新人公演：バシャー・ター（本役：壱城あずさ）
- 2012年3 - 4月、柚希礼音スペシャル・ライブ『REON!!』（ドラマシティ・日本青年館）
- 2012年5 - 8月、『ダンサ セレナータ』 - 新人公演：モウリーニョ（本役：漣レイラ）『Celebrity』
- 2012年9月、『琥珀色の雨にぬれて』 - アンリ『Celebrity』（全国ツアー）
- 2012年11 - 2013年2月、『宝塚ジャポニズム〜序破急〜』『めぐり会いは再び 2nd〜Star Bride〜』 - 新人公演：ルナール（本役：麻央侑希）『Étoile de TAKARAZUKA（エトワール ド タカラヅカ）』 - 新人公演：ブランファム／ヴァルゴオムA／プティタミ（本役：麻央侑希）
- 2013年3 - 4月、『宝塚ジャポニズム〜序破急〜』『怪盗楚留香（そりゅうこう）外伝-花盗人（はなぬすびと）-』 - 白猫『Étoile de TAKARAZUKA（エトワール ド タカラヅカ）』（中日劇場・台北国家戯劇院）
- 2013年5 - 8月、『ロミオとジュリエット』 - 新人公演：マーキューシオ（本役：壱城あずさ／天寿光希）
- 2013年9 - 10月、柚希礼音スペシャル・ライブ『REON!!II』（東京国際フォーラム・博多座）
- 2014年1 - 3月、『眠らない男・ナポレオン-愛と栄光の涯（はて）に-』 - 新人公演：ナポレオンII世（本役：天寿光希）[10]
- 2014年5 - 6月、『太陽王〜ル・ロワ・ソレイユ〜』（東急シアターオーブ） - 臣下
- 2014年7 - 10月、『The Lost Glory -美しき幻影-』 - ビル、新人公演：カーティス・ダンフォード（本役：真風涼帆）『パッショネイト宝塚!』
- 2014年11 - 12月、『風と共に去りぬ』（全国ツアー） - チャーリー
- 2015年2 - 5月、『黒豹（くろひょう）の如（ごと）く』 - セブンシーズ、新人公演：マルコス・ファビオ（本役：天寿光希）『Dear DIAMOND!!』[10]
- 2015年6 - 7月、『キャッチ・ミー・イフ・ユー・キャン』（赤坂ACTシアター・ドラマシティ）
- 2015年8 - 11月、『ガイズ&ドールズ』 - クロスビー、新人公演：ネイサン・デトロイト（本役：紅ゆずる）[10]
- 2016年1月、『鈴蘭（ル・ミュゲ）-思い出の淵から見えるものは-』（バウホール） - エルネスト／諸侯
- 2016年3 - 6月、『こうもり』 - キセノン、新人公演：ファルケ博士（本役：北翔海莉）『THE ENTERTAINER!』 新人公演初主演[9][10][3]
- 2016年6月、『Bow Singing Workshop〜星〜』（バウホール）
- 2016年8 - 11月、『桜華に舞え』 - 辺見十郎太、新人公演：八木永輝（本役：礼真琴）『ロマンス!! (Romance)』
- 2017年1月、『燃ゆる風-軍師・竹中半兵衛-』（バウホール） - 織田信忠
- 2017年3 - 6月、『THE SCARLET PIMPERNEL（スカーレット ピンパーネル）』 - ファーレイ
- 2017年7 - 8月、『オーム・シャンティ・オーム-恋する輪廻-』（梅田芸術劇場） - SP／店員
- 2017年9 - 12月、『ベルリン、わが愛』 - クリストフ『Bouquet de TAKARAZUKA（ブーケ ド タカラヅカ）』
- 2018年2月、『うたかたの恋』 - クライス『Bouquet de TAKARAZUKA（ブーケ ド タカラヅカ）』（中日劇場）
- 2018年4 - 7月、『ANOTHER WORLD』 - 左大臣・善名『Killer Rouge（キラー ルージュ）』
- 2018年8 - 9月、『New Wave!-星-』（バウホール） バウW主演[11][5][3]
- 2018年10月、『デビュタント』（バウホール） - ビュレット
- 2019年1 - 3月、『霧深きエルベのほとり』 - エンリコ『ESTRELLAS（エストレ―ジャス）〜星たち〜』
- 2019年5月、『アルジェの男』 - ミッシェル『ESTRELLAS（エストレ―ジャス）〜星たち〜』（全国ツアー）
- 2019年7 - 10月、『GOD OF STARS -食聖-』 - プロデューサー『Éclair Brillant（エクレール ブリアン）』
- 2019年11 - 12月、『ロックオペラ モーツァルト』（梅田芸術劇場・東京建物 Brillia HALL） - ローゼンベルグ伯爵／市民

### 宙組時代
- 2020年8 - 9月、『FLYING SAPA-フライング サパ-』（梅田芸術劇場・日生劇場） - スポークスパーソン101[3]
- 2020年11 - 2021年2月、『アナスタシア』 - コンスタンチン／セルゲイ
- 2021年4月、『Hotel Svizra House ホテル スヴィッツラ ハウス』（東京建物 Brillia HALL） - ネイサン・ヒューズ／ラディック・ブリーチェク
- 2021年6 - 9月、『シャーロック・ホームズ-The Game Is Afoot!-』 - J・モリアーティ大佐『Délicieux（デリシュー）!-甘美なる巴里-』[4][3]
- 2021年11 - 12月、『プロミセス、プロミセス』（ドラマシティ・東京建物 Brillia HALL） - ジェシー・ヴァンダーホフ[4]
- 2022年2 - 5月、『NEVER SAY GOODBYE』 - マックス・ヴァン・ディック／ココナツ・ボーイ[3]
- 2022年6月、『FLY WITH ME（フライ ウィズ ミー）』（東京ガーデンシアター）
- 2022年8 - 11月、『HiGH&LOW-THE PREQUEL-』 - ヤマト『Capricciosa（カプリチョーザ）!!』[3]
- 2023年1月、『MAKAZE IZM』（東京国際フォーラム）
- 2023年3 - 6月、『カジノ・ロワイヤル〜我が名はボンド〜』 - フェリックス・ライター 退団公演[5][3]

### 出演イベント
- 2011年7月、轟悠ディナーショー『Rendez-Vous〜今宵きみと〜』
- 2011年11月、第51回『宝塚舞踊会』
- 2011年12月、タカラヅカスペシャル2011『明日に架ける夢』[注釈 1]
- 2012年12月、タカラヅカスペシャル2012『ザ・スターズ!〜プレ・プレ・センテニアル〜』[注釈 1]
- 2016年12月、タカラヅカスペシャル2016『Music Succession to Next』
- 2018年12月、タカラヅカスペシャル2018『Say! Hey! Show Up!!』
- 2019年8月、綺咲愛里ミュージック・サロン『My Melody』[13]
- 2019年12月、タカラヅカスペシャル2019『Beautiful Harmony』

## 広告
- 2011年、『阪急阪神』初詣ポスターモデル[7][8]

## CM出演
- 2011年、アシックス『BC WALKER』[14]